# 天狼增四
天狼增四 (γ CMa, γ Canis Majoris) 是大犬座內的一顆恆星。他的固有名稱是 Muliphein，但要注意不要與Muhlifain (庫樓七，半人馬座γ)混淆；這兩顆恆星的字根都源自阿拉伯文的محلفين muħlifayn。
不清楚這顆相對來說相當暗淡的恆星為何會被拜耳標示為"γ"星。
天狼增四γ是一顆藍-白色的B型亮巨星，視星等為+4.11等，與地球的距離大約是402光年。這顆恆星的半徑是太陽的5.6倍，外面大氣層的有效溫度是13,596K。

## 現代的象徵
天狼增四出現在巴西的國旗上，是巴西26州中朗多尼亞州 (Rondônia) 的代表符號。

## 以Muliphen為名的軍艦
美國海軍有一艘運輸艦命名為USS Muliphen (AKA-61)。